# Elsie de Wolfe
Elsie de Wolfe, właśc. Ella Anderson de Wolfe (ur. 20 grudnia 1865 w Nowym Jorku, zm. 12 lipca 1950 w Wersalu) – amerykańska aktorka i projektantka wnętrz.

## Życiorys
Elsie de Wolfe urodziła się 20 grudnia 1865 roku w Nowym Jorku w Stanach Zjednoczonych, jej ojciec był lekarzem, matka Kanadyjką o szkockim pochodzeniu. W 1881 roku rodzice w celu uzupełnienia jej edukacji wysłali ją do Szkocji. Cztery lata później Elsie zadebiutowała w londyńskim towarzystwie i została przedstawiona królowej Wiktorii. Po powrocie do Stanów Zjednoczonych obracała się w kręgach nowojorskiej socjety i zaczęła grywać na amatorskiej scenie teatralnej.
W 1887 roku poznała Elisabeth Marbury, obie mimo różnicy usposobienia połączył ścisły związek i przyjaźń. Gdy w 1890 roku zmarł ojciec Elsie de Wolfe, a jej rodzina stanęła w obliczu bankructwa, de Wolfe postanowiła zająć się zawodowo aktorstwem w teatrze na Broadwayu. Marbury prowadząca agencję teatralną została jej menadżerką. Choć jej sztuka aktorska nie wzbudzała zachwytu krytyki, zyskała rozgłos i sławę, występując na scenie w olśniewających kreacjach szytych przez najlepszych paryskich krawców.
Na przełomie wieku Elsie de Wolfe wraz z przyjaciółką mieszkała na przemian w Nowym Jorku w Irving House i podparyskim Wersalu oraz zaczęła coraz bardziej interesować się meblami zwłaszcza z XVIII wieku. Po odnowieniu Irving House wywołała sensację, usuwając nadmiar sprzętów i bibelotów z wiktoriańskich wnętrz oraz dodając pomieszczeniom lekkości i przestronności dzięki większej ilości wpadającego do nich światła.
W 1904 roku porzuciła pracę w teatrze, która coraz bardziej ją rozczarowywała i wykorzystując kontakty towarzyskie, została pierwszą w świecie projektantką wnętrz. Sukces pierwszego zamówienia zrealizowanego dla prywatnego klubu kobiet w Ameryce otworzył jej drogę do dalszej kariery. Przez niemal pół wieku kształtowała gust i upodobania sławnych i bogatych klientów oraz szerokich mas; w prasie ukazywały się jej porady i wskazówki, zebrane później w jej najbardziej znanej książce The House in Good Taste.
W 1907 roku zaprzyjaźniła się z Anne Morgan, spadkobierczynią wielkiego majątku, razem odnowiły klasycystyczny pałacyk Petit Trianon w Wersalu we Francji.
W 1926 roku sześćdziesięcioletnia Elsie de Wolfe wyszła za mąż za sir Charlesa Mendla, attaché prasowego ambasady brytyjskiej w Paryżu, przybierając tytuł Lady Mendl. Małżonkowie mieszkali osobno, nie ingerując w życie prywatne partnera.
Zmarła 12 lipca 1950 roku w Wersalu w wieku 85 lat.

## Galeria

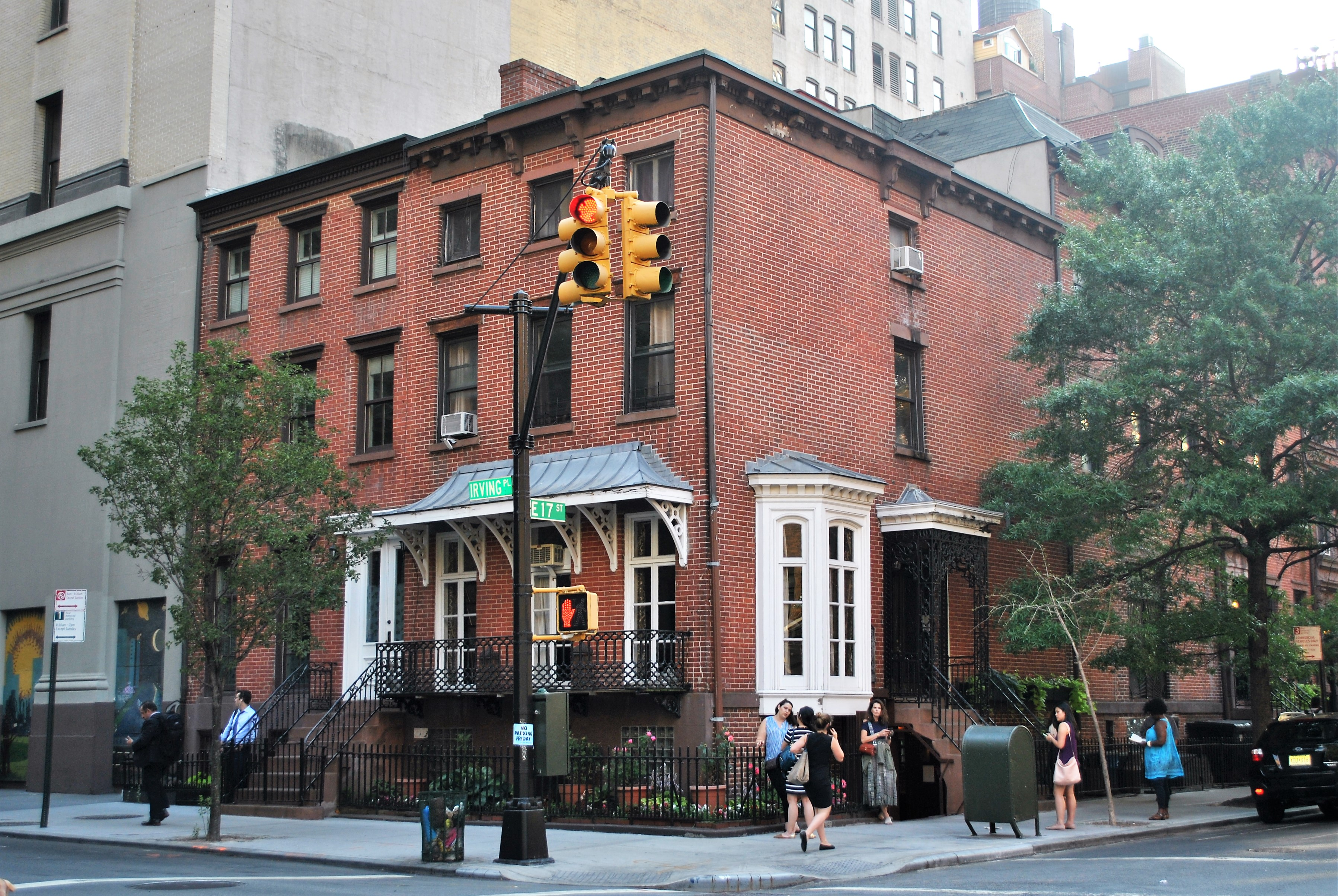
Irving House, Nowy Jork
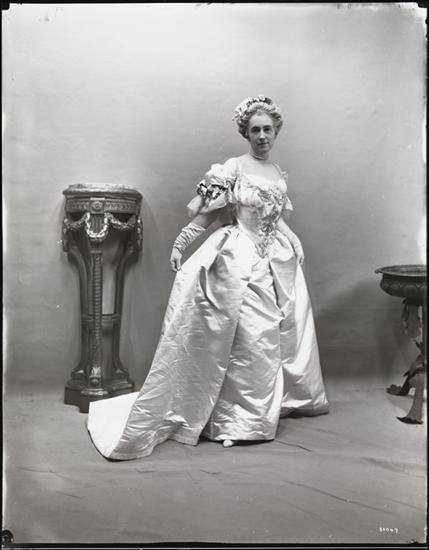
Elsie de Wolfe (1905)
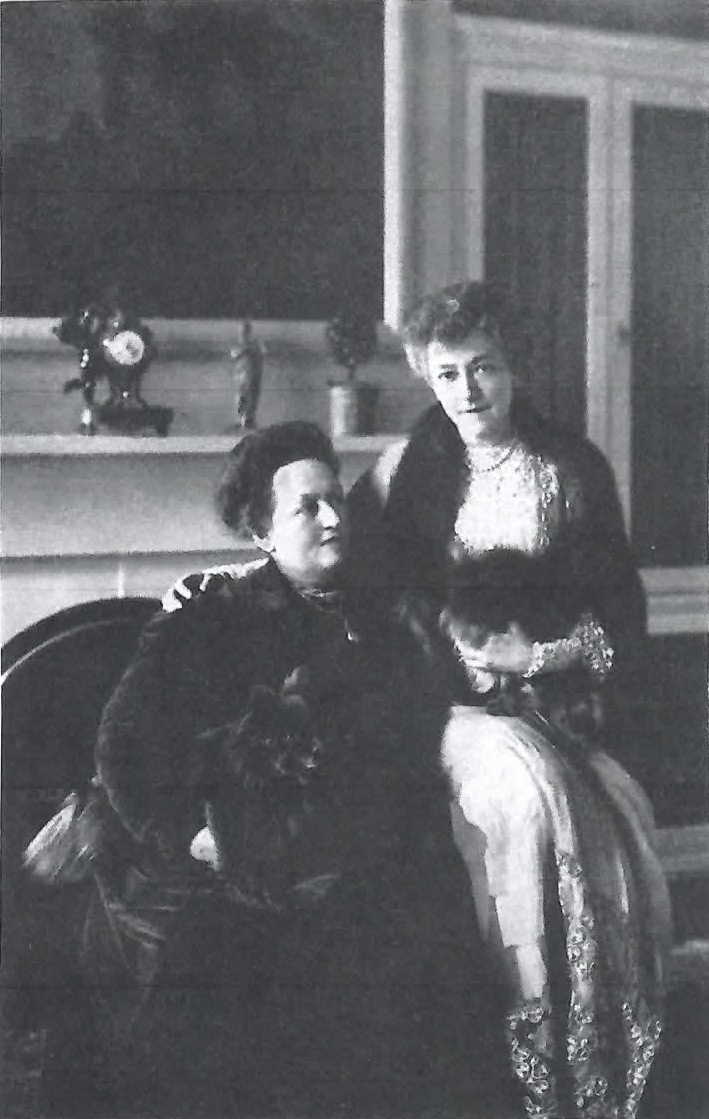
Elisabeth Marbury i Elsie de Wolfe (1923)